# Mossoljeskinn
Mossoljeskinn (Sistotrema octosporum) är en svampart som först beskrevs av J. Schröt. ex Höhn. & Litsch., och fick sitt nu gällande namn av Hallenb. 1984. Enligt Catalogue of Life ingår Mossoljeskinn i släktet Sistotrema,  och familjen Hydnaceae, men enligt Dyntaxa är tillhörigheten istället släktet Sistotrema,  och familjen Sistotremataceae. Arten är reproducerande i Sverige. Inga underarter finns listade i Catalogue of Life.